# Eurymedont (syn Minosa)
Eurymedont (także Eurymedon; gr. Εὐρυμέδων Eurymédōn, łac. Eurymedon) – w mitologii greckiej królewicz kreteński.
Uchodził za syna króla Minosa i nimfy Parii oraz za brata Nefaliona, Chryzesa i Filolaosa.
W czasie wyprawy przeciw Amazonkom dwóch towarzyszy Heraklesa zostało zabitych przez synów Minosa. Wówczas Herakles zabił wszystkich.